# Sloupno (okres Hradec Králové)
Sloupno (německy Slaupno) je obec v okrese Hradec Králové v Královéhradeckém kraji, ležící na řece Cidlině asi dva kilometry severně od města Nový Bydžov. Sídlem vede železniční trať Chlumec nad Cidlinou – Trutnov a silnice II/327. V obci žije 520 obyvatel.
Sloupno patří ke středně velkým obcím. Při řece Cidlině je rozložena starší část obce. Novější části obce zabírají výše položená území západně od řeky.

## Historie
Jméno obce Sloupno vzniklo odvozením od obecného podstatného jména slup – koše na chytání ryb. První písemná zmínka o Sloupně je z roku 1278.

## Přírodní poměry
Vesnice stojí ve Východolabské tabuli. Podél jejího východního okraje protéká řeka Cidlina, jejíž tok je zde součástí přírodní památky Javorka a Cidlina – Sběř.

## Společnost
V obci se koná řada společensko-kulturních akcí, za nimiž stojí většinou práce místních dobrovolných hasičů. Význam obce přesahuje i nohejbalový sportovní areál, na jehož kurtech se odehrává řada turnajů, a také sloupenská mateřská škola, jež má vedle klasické třídy také dvě speciální – pro děti s kombinovanými vadami a pro děti s vadami zraku. Aktivní je také místní Klub seniorek.

## Pamětihodnosti
Nejvýraznější stavbou a zároveň nejvýznamnější památkou obce je zdejší barokní zámek. Opat Tomáš Sartorius dal roku 1687 původní renesanční tvrz přestavět v barokní zámek, letní sídlo benediktinů, sloužící i správě sloupenského statku. Kolem roku 1730 zdejší zámek často navštěvoval proslulý architekt Kilián Ignác Dientzenhofer. Podle jeho návrhu byl za opata Benno Löbla roku 1748 zámek přestavěn barokně. V nedávné době prošel zámek rozsáhlou rekonstrukcí – opravena je střecha a vnější plášť i interiér.
Pomník Josefa Eduarda Proche – Nejslavnějším občanem Sloupna byl pomolog (ovocnář) Josef Eduard Proche (1822–1908). Na svém pozemku vypěstoval přes 1000 odrůd. Spolupracoval se známými pomology z Vídně, Německa, Ukrajiny i ze zámoří. Roku 1958 mu byl postaven pomník před hřbitovem, kde je pochován. Od 26. října 2008 obec zdobí obnovená zvonice se zvonem Eduardem, pojmenovaným podle něj.